# Revolution (canción de The Veronicas)
«Revolution» es una canción escrita producida por Chantal Kreviazu y Raine Maida para The Veronicas para su álbum debut The Secret Life Of...

## Lista de canciones
1. «Revolution» — 3:05
2. «When It All Falls Apart» (Lost In Space remix) — 4:56
3. «Revolution» (live) — 3:30

## Posiciones en las listas
| Año  | Lista                          | Máxima Posición |
| ---- | ------------------------------ | --------------- |
| 2006 | Australian ARIA Top 50 Singles | 18              |